# Athlétisme aux Jeux olympiques de 1908
Pour des articles plus généraux, voir Jeux olympiques de 1908 et Athlétisme aux Jeux olympiques.
Navigation
Les épreuves d'athlétisme des Jeux olympiques de 1908 ont eu lieu du 13 au 25 juillet 1908 au White City Stadium de Londres, au Royaume-Uni. 446 athlètes, exclusivement masculins, issus de 20 nations ont pris part aux 26 épreuves du programme.

## Résultats
| Épreuve | Or | Argent                                                                              | Bronze                                                                                       |
| --- | --- | ----------------------------------------------------------------------------------- | -------------------------------------------------------------------------------------------- |
| 100 m détails | Reggie Walker (RSA) 10 s 8 (OR)                                                                        | James Rector (USA) 10 s 9                                                           | Bobby Kerr (CAN) 11 s 0                                                                      |
| 200 m détails | Bobby Kerr (CAN) 22 s 6                                                                                | Robert Cloughen (USA) 22 s 6                                                        | Nate Cartmell (USA) 22 s 7                                                                   |
| 400 m détails | Wyndham Halswelle (GBR) 50 s 0                                                                         | Non décernée                                                                        | Non décernée                                                                                 |
| 800 m détails | Mel Sheppard (USA) 1 min 52 s 8 (OR)                                                                   | Emilio Lunghi (ITA) 1 min 54 s 2                                                    | Hanns Braun (GER) 1 min 55 s 2                                                               |
| 1 500 m détails | Mel Sheppard (USA) 4 min 03 s 4 (OR)                                                                   | Harold A. Wilson (GBR) 4 min 03 s 6                                                 | Norman Hallows (GBR) 4 min 04 s 0                                                            |
| 3 miles par équipes détails | Grande-Bretagne William Coales Joseph Deakin Archie Robertson Harold A. Wilson Norman Hallows 6 points | États-Unis George Bonhag John Eisele Herbert Trube Gayle Dull Harvey Cohn 19 points | France Joseph Dréher Louis de Fleurac Paul Lizandier Jean Bouin Alexandre Fayollat 32 points |
| 5 miles détails | Emil Voigt (GBR) 25 min 11 s 2                                                                         | Edward Owen (GBR) 25 min 24 s 0                                                     | Johan Svanberg (SWE) 25 min 37 s 2                                                           |
| Marathon détails | John Hayes (USA) 2 h 55 min 18 s 4                                                                     | Charles Hefferon (RSA) 2 h 56 min 6 s 0                                             | Joseph Forshaw (USA) 2 h 57 min 10 s 4                                                       |
| 110 m haies détails | Forrest Smithson (USA) 15 s 0 (WR)                                                                     | John Garrels (USA) 15 s 7                                                           | Arthur Shaw (USA) 15 s 8                                                                     |
| 400 m haies détails | Charles Bacon (USA) 55 s 0 (WR)                                                                        | Harry Hillman (USA) 55 s 3                                                          | Leonard Tremeer (GBR) 57 s 0                                                                 |
| 3 200 m steeple détails | Arthur Russell (GBR) 10 min 47 s 8                                                                     | Archie Robertson (GBR) 10 min 48 s 4                                                | John Eisele (USA) 11 min 00 s 8                                                              |
| Relais olympique détails | États-Unis William F. Hamilton Nate Cartmell John Taylor Mel Sheppard 3 min 29 s 4                     | Allemagne Arthur Hoffmann Hans Eicke Otto Trieloff Hanns Braun 3 min 32 s 4         | Hongrie Pál Simon Frigyes Mezei József Nagy Ödön Bodor 3 min 32 s 5                          |
| 3 500 m marche détails | George Larner (GBR) 14 min 55 s 0                                                                      | Ernest Webb (GBR) 15 min 7 s 4                                                      | Harry Kerr (ANZ) 15 min 43 s 4                                                               |
| 10 miles marche détails | George Larner (GBR) 1 h 15 min 57 s 4 (WR)                                                             | Ernest Webb (GBR) 1 h 17 min 31 s 0                                                 | Edward Spencer (GBR) 1 h 21 min 20 s 2                                                       |
| Saut en longueur détails | Frank Irons (USA) 7,48 m                                                                               | Daniel Kelly (USA) 7,09 m                                                           | Calvin Bricker (CAN) 7,08 m                                                                  |
| Triple saut détails | Tim Ahearne (GBR) 14,91 m (OR)                                                                         | Garfield MacDonald (CAN) 14,76 m                                                    | Edvard Larsen (NOR) 14,39 m                                                                  |
| Saut en hauteur détails | Harry Porter (USA) 1,90 m                                                                              | Georges André (FRA) Con Leahy (GBR) István Somodi (HUN) 1,88 m                      | Non décernée                                                                                 |
| Saut à la perche détails | Edward Cook (USA) Alfred Gilbert (USA) 3,71 m                                                          | Non décernée                                                                        | Edward Archibald (CAN) Charles Jacobs (USA) Bruno Söderström (SWE) 3,58 m                    |
| Saut en longueur sans élan détails | Ray Ewry (USA) 3,33 m                                                                                  | Konstantínos Tsiklitíras (GRE) 3,23 m                                               | Martin Sheridan (USA) 3,22 m                                                                 |
| Saut en hauteur sans élan détails | Ray Ewry (USA) 1,57 m                                                                                  | John Biller (USA) Konstantínos Tsiklitíras (GRE)                                    | Non décernée                                                                                 |
| Lancer du poids détails | Ralph Rose (USA) 14,21 m                                                                               | Denis Horgan (GBR) 13,62 m                                                          | John Garrels (USA) 13,18 m                                                                   |
| Lancer du disque détails | Martin Sheridan (USA) 40,89 m                                                                          | Merritt Giffin (USA) 40,77 m                                                        | Marquis Horr (USA) 39,45 m                                                                   |
| Lancer du marteau détails | John Flanagan (USA) 51,92 m                                                                            | Matthew McGrath (USA) 51,18 m                                                       | Con Walsh (CAN) 48,50 m                                                                      |
| Lancer du javelot détails | Eric Lemming (SWE) 54,83 m (WR)                                                                        | Arne Halse (NOR) 50,58 m                                                            | Otto Nilsson (SWE) 47,11 m                                                                   |
| Lancer du disque style grec détails | Martin Sheridan (USA) 38,00 m                                                                          | Marquis Horr (USA) 37,32 m                                                          | Verner Järvinen (FIN) 36,48 m                                                                |
| Lancer du javelot style libre détails | Eric Lemming (SWE) 54,45 m                                                                             | Michális Dórizas (GRE) 51,36 m                                                      | Arne Halse (NOR) 49,73 m                                                                     |
| Records et Performances - AR : Record continental (area record) - CR : Record des championnats (championship record) - MR : Record du meeting (meet record) - NR : Record national (national record) - OR : Record olympique (olympic record) - PR : Record paralympique (paralympic record) - PB : Record personnel (personal best) - SB : Meilleure performance personnelle de la saison (season's best) - WL : Meilleure performance mondiale de l'année (world leader) - WJR : Record du monde junior (world junior record) - WR : Record du monde (world record) Circonstances et Conditions - DNF : N'a pas terminé (did not finish) - DNS : N'a pas pris le départ (did not start) - DQ : Disqualification (disqualification) - NM : Aucun essai valable enregistré (No Mark) - Q : Qualifié « directement » au prochain tour (ou à la prochaine compétition), lors d'une compétition majeure, grâce au classement ou à la réalisation des minima (automatic qualifier) - q : Qualifié au prochain tour (ou à la prochaine compétition), lors d'une compétition majeure, grâce au repêchage ou à la réalisation de l'une des meilleures performances parmi celles des « non qualifiés directement » (grâce au meilleur temps ou à la meilleure distance par exemple) (secondary qualifier) | |                                                                                     |                                                                                              |

## Tableau des médailles

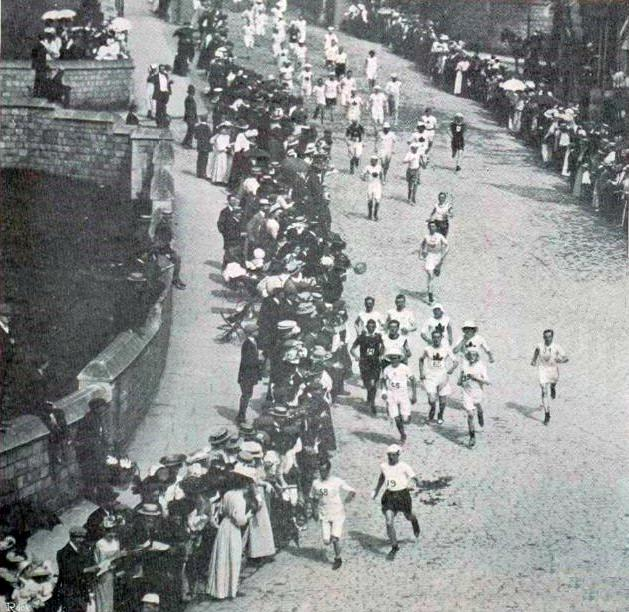
Le départ du Marathon, dans les jardins du Château royal de Windsor.

| Rang  | Nation          | Or | Argent | Bronze | Total |
| ----- | --------------- | -- | ------ | ------ | ----- |
| 1     | États-Unis      | 16 | 10     | 8      | 34    |
| 2     | Grande-Bretagne | 7  | 7      | 3      | 17    |
| 3     | Suède           | 2  | 0      | 3      | 5     |
| 4     | Canada          | 1  | 1      | 4      | 6     |
| 5     | Afrique du Sud  | 1  | 1      | 0      | 2     |
| 6     | Grèce           | 0  | 3      | 0      | 3     |
| 7     | Norvège         | 0  | 1      | 2      | 3     |
| 8     | France          | 0  | 1      | 1      | 2     |
| 8     | Allemagne       | 0  | 1      | 1      | 2     |
| 8     | Hongrie         | 0  | 1      | 1      | 2     |
| 11    | Italie          | 0  | 1      | 0      | 1     |
| 12    | Australasie     | 0  | 0      | 1      | 1     |
| 12    | Finlande        | 0  | 0      | 1      | 1     |
| Total | Total           | 27 | 27     | 25     | 79    |